# Ворона (Гродненская область)
Ворона (бел. Варона) — агрогородок в Островецком районе Гродненской области Белоруссии. В составе Ворнянского сельсовета. В 2014 году в агрогородке проживало 364 человека.

## География
Расположен в 19 км от города Островец, в 22 км от железнодорожной станции Гудогай, в 270 км от Гродно. 

## Этимология
Структура ойконима Ворона однозначно указывает на его отгидронимическое происхождение.
В пространстве населённого пункта при его формировании протекала речка Ворона, впадавшая в реку Сенканка (левый приток Вилии). От гидронима Ворона способом трансонимизации (лексико-семантический способ словообразования) и образовалось название населённого пункта, нынешнего агрогородка.

## История
С 1922 года — в составе Польши, с 1939 года — в составе БССР. 
С 12 октября 1940 года по 27 марта 1959 года — центр Воронского сельсовета.

## Население

### Численность
- 2014 год — 364 жителей

### Динамика
- 1897 год — 6 хозяйств, 34 жителя
- 1905 год — 37 жителей
- 1938 год — 25 хозяйств, 147 жителей
- 1959 год — 99 жителей
- 1970 год — 235 жителей
- 2004 год — 126 хозяйств, 337 жителей
- 2014 год — 364 жителей

## Известные уроженцы, жители
- Бабинова, Анна Ивановна (род. 1944) — прядильщица прядильно-ткацкой фабрики «Аудеяс» Министерства текстильной промышленности Литовской ССР, гор. Вильнюс, полный кавалер ордена Трудовой Славы (1986).

## Инфраструктура
В агрогородке имеется деревообрабатывающее предприятие, автозаправочная станция, учебный комплекс детский сад-начальная школа, три магазина, Дом культуры, библиотека, отделение связи, фельдшерско-акушерский пункт.

## Культура
- Костёл Св. ГеоргияДом культуры

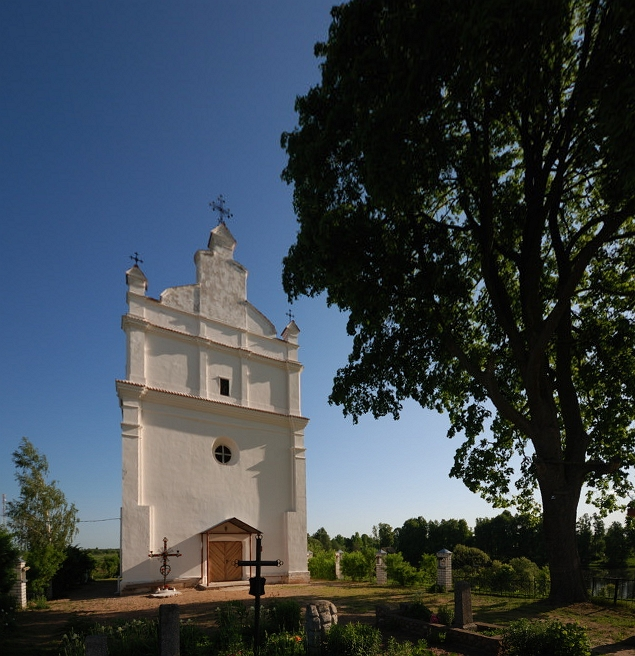
Костёл Св. Георгия

- Музейная комната «Полоцкі Тракт» ГУО «Воронская начальная школа»

## Достопримечательности
- Костёл Святого Георгия (середина XVIII века)[2] —  Историко-культурная ценность Республики Беларусь, шифр 412Г000041
- Братская могила советских воинов, погибших в Великую Отечественную войну.